# Opaion

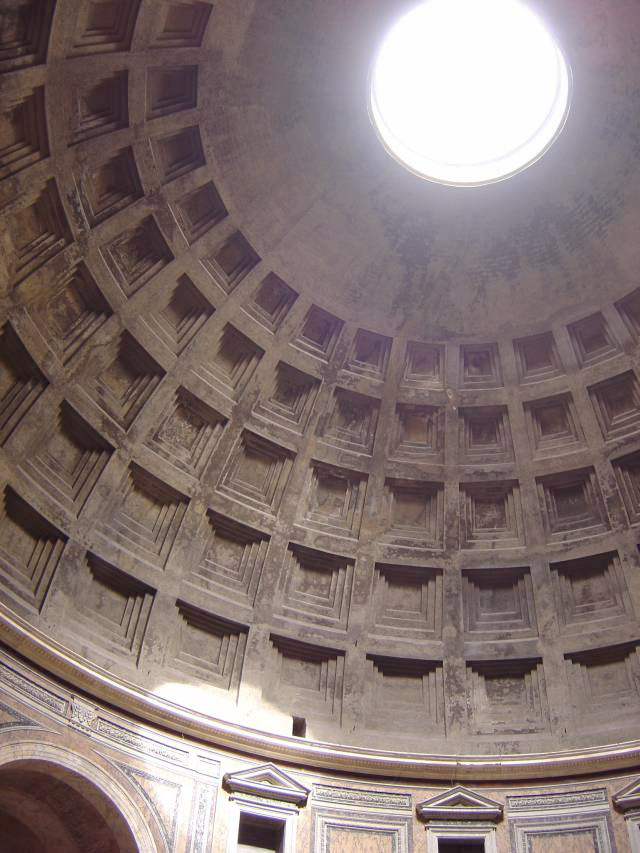
Das Opaion des Pantheons in Rom

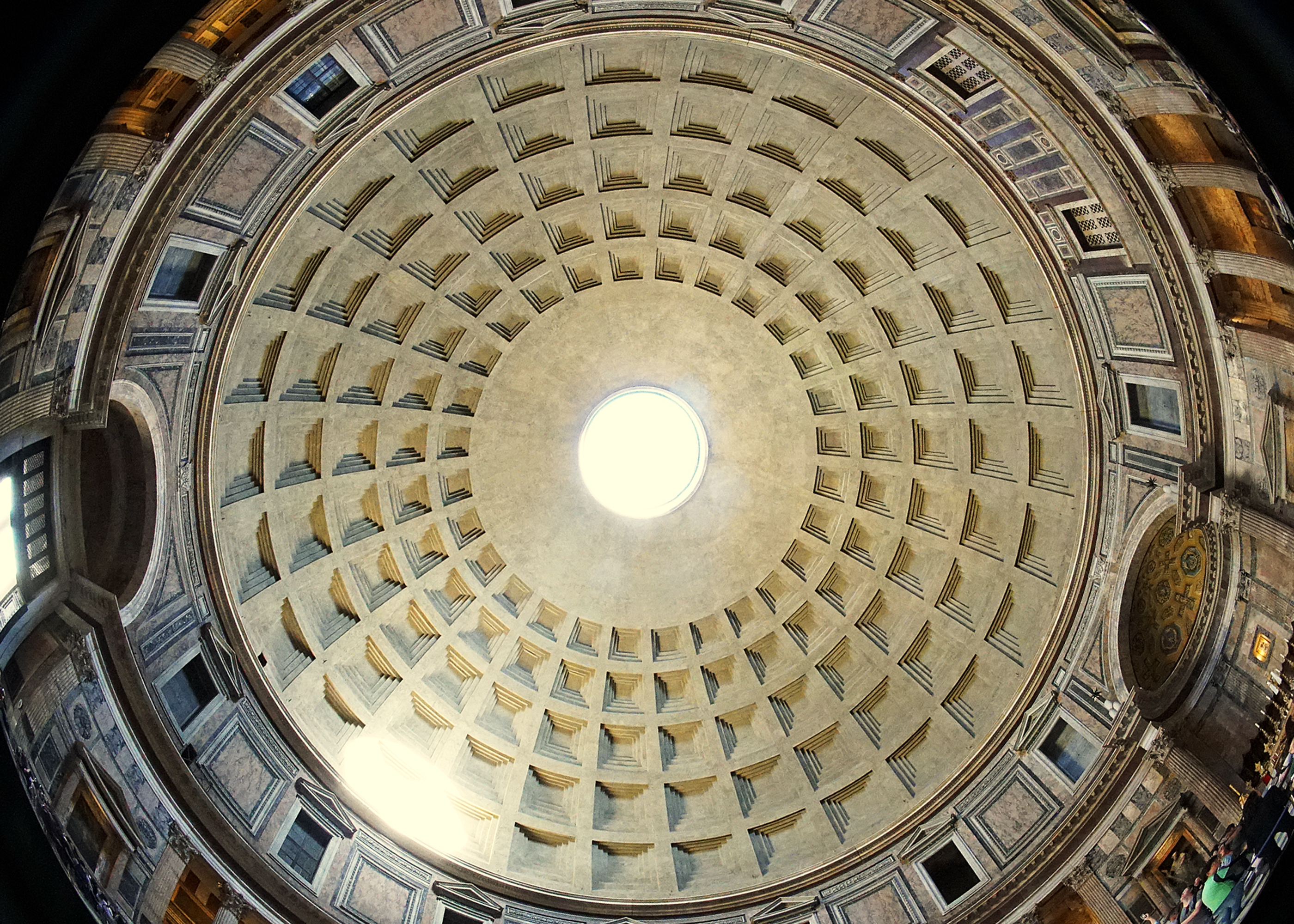
Blick in die Kuppel des Pantheons von unten

Ein Opaion (altgriechisch ὀπαῖον ‚Rauchloch‘, Plural Opaia), deutsch Opäum oder Kuppelauge, ist eine runde Öffnung am höchsten Punkt einer Kuppel. Besonders seit der Renaissance wird das Opaion meist durch eine Laterne überdacht, die zwar weniger und diffuseres Licht in den Innenraum fallen lässt, ihn aber vor Witterungseinflüssen schützt.
Ein Opaion wird auch Oculus genannt, der lateinische Begriff für Auge, mit dem international sowohl Rundfenster als auch Lichtöffnungen in Kuppeln bezeichnet werden.

## Weblinks

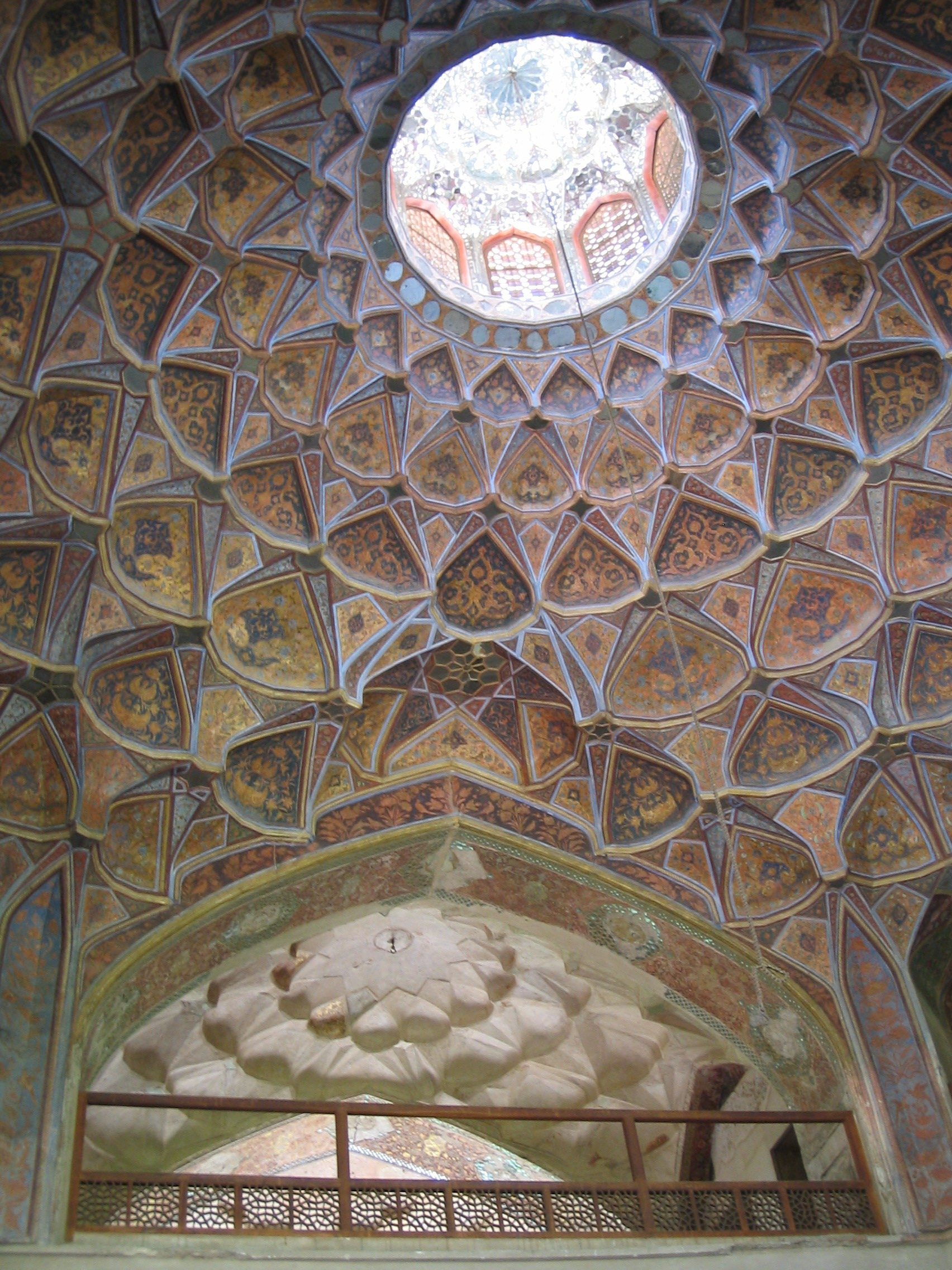
Islamisches Opaion unter einer Kuppellaterne im Hasht Behesht, Isfahan, Iran
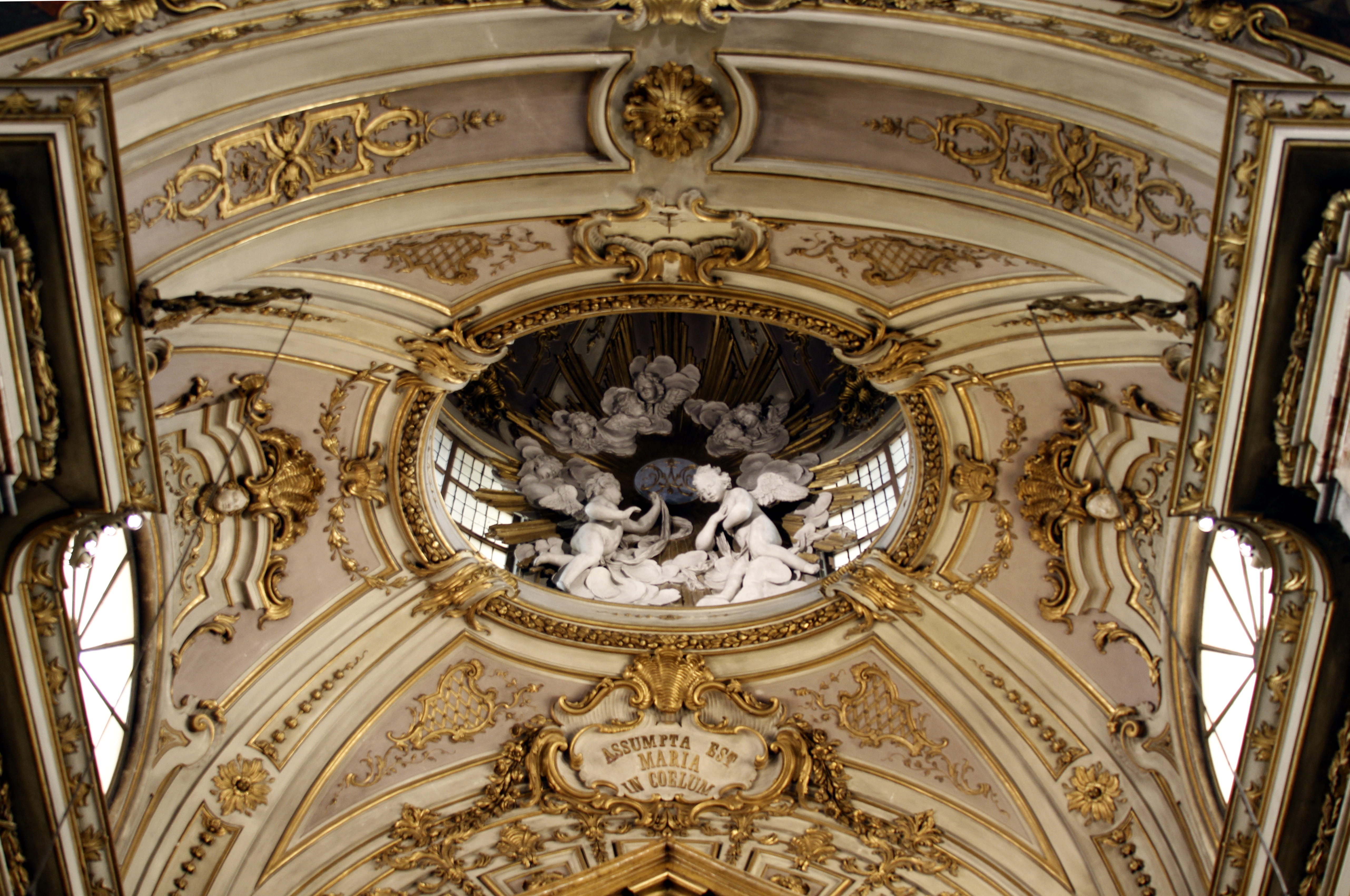
Opaion in der Kuppel der barocken Kathedrale von Ravenna, Ravenna, Italien